# Cynodon incompletus
Espèce
Cynodon incompletus (synonyme : Cynodon hirsutus) est une espèce de plantes monocotylédones de la famille des Poaceae, originaire d'Afrique du Sud.
C'est une plante herbacée vivace stolonifère, qui se rencontre dans les terrains vagues, les jachères et les champs cultivés.
Plante endémique de l'Afrique du Sud à l'origine, elle s'est naturalisée en Argentine et en Australie.
C'est une plante cultivée en Afrique du Sud pour la création de pelouses et une mauvaise herbe des cultures, dont on a signalé une population résistante au glyphosate en Argentine.
On a signalé en Australie des cas d'intoxication dus au cyanure d'hydrogène de bétail ayant consommé du Cynodon incompletus.

## Taxinomie

### Synonymes
Selon Catalogue of Life (21 février 2016) :
- Capriola incompleta (Nees) Skeels,
- Cynodon bradleyi Stent,
- Cynodon hirsutus Stent,
- Cynodon hirsutus var. sesquiflorus Parodi,
- Cynodon incompletus var. hirsutus (Stent) de Wet & Harlan,
- Cynodon notatus Nees.

### Liste des variétés
Selon Tropicos (21 février 2016) (Attention liste brute contenant possiblement des synonymes) :
- variété Cynodon incompletus var. hirsutus (Stent) de Wet & J.R. Harlan
- variété Cynodon incompletus var. incompletus